# バニーガール (パチスロ)
バニーガールは、1988年にオリンピアが開発・販売した2号機、Aタイプのパチスロ機である。
2号機時代となり、本機には従来のビッグ・レギュラーボーナスと共に、フルーツゲームと呼ばれる小役集中役が搭載された。集中役の割はボーナスではなく通常時の小役確率を減らしたものであるため、コイン持ちは悪く波の荒い機種ではあったが、モーニングの察知が容易だったことなどにより、当時大ヒットした。
ビッグボーナス中のBGMは『草競馬』を採用している。パネルは白・赤・青色の物がある。

## フルーツゲーム
小役集中役の一つで、5Gまたは60G継続する。60G継続なら約180枚のコインを増やしながらボーナスの抽選が受けられ、4号機のアシストタイムの前身とも呼べるシステムであった。振り分けには高低2種類あり、ボーナス終了直後は高モード（ほぼ60Gに振り分けられる）で開始するが、転落抽選により低モードに移行すると以後はほぼ5ゲームに振り分けられた（わずかな確率ではあるが、高モードへ再昇格する事もある）。高低による振り分けの差は設定1-4では高モード時60G=90%、5G=10%、低モード時60G=10%、5G=90%、5は低モードのみ少し緩やかになり60G=15%、5G=85%、6では一際緩やかで高モード時60G=70%、5G=30%、低モード時60G=25%、5G=75%となり、ハマった後でも60Gに頻繁に当選する台は設定6の期待が持てる。フルーツゲーム中にビッグボーナスが成立しても、ボーナス絵柄を揃えなければ最後まで消化可能である（レギュラー成立時は、レギュラー消化後に再開する）。

## ズレ目
この時代のボーナス当選告知には一部の機種でリーチ目が用いられたり、リールのスベリやスタート音の遅れなども存在したが、基本はホールに設置してあるパトランプの回転での察知が主であった（現在でもパトランプを設置するのはその頃の名残である）。そんな中、本機では通常は毎回いずれかの絵柄をテンパイさせる制御になっているが、ボーナスや引き込みの悪い小役が成立していた場合、それらを揃えられない所でストップボタンを押した時は、何もテンパイしていない出目=「ズレ目」にさせる制御に変化する。つまり「チャンス目」（形によりリーチ目を含む）であり、ボーナス成立の期待が持てる。当時、リーチ目搭載の機種においてもズレ目=ハズレ目であるものが殆どであり、小役ハズレの出目は重視されていなかったので、このズレ目によるボーナス察知はそれまでとは異色のものであった。以降ズレ目はオリンピアの特徴の一つになり、『ルパン三世』シリーズなどに搭載されている。
ズレ目以外には順押し・逆押し時に小役が中段に揃うことでもリーチ目となった（チェリーについてはベル非同時成立時のみ）。また、通常時にテンパイさせる絵柄はボーナス（ビッグ・レギュラー）・15枚役・8枚役の順に優先されているので、これに矛盾したテンパイ形もリーチ目となる。

## ボーナス確率・機械割
| 設定 | BIG     | REG     | フルーツ集中 | 機械割 |
| ---- | ------- | ------- | ------------ | ------ |
| 1    | 1/346.2 | 1/381.4 | 1/225.2      | 89.3%  |
| 2    | 1/312.5 | 1/346.2 | 1/225.2      | 90.7%  |
| 3    | 1/296.1 | 1/326.1 | 1/225.2      | 96.9%  |
| 4    | 1/267.9 | 1/296.1 | 1/225.2      | 101.8% |
| 5    | 1/247.3 | 1/274.4 | 1/225.2      | 106.3% |
| 6    | 1/236.9 | 1/236.9 | 1/155.3      | 114.2% |

## 関連商品
ゲーム
- 『パチスロ帝王～バニーガールSP～』（メディアエンターテイメント、2001年8月9日、プレイステーション用ゲームソフト）

音楽CD
- 『パチスロ・サウンド・コレクション』（キングレコード、1992年1月16日、KICA-1052）